# Melanerpes herminieri
Melanerpes herminieri е вид птица от семейство Picidae. Видът е почти застрашен от изчезване.

## Разпространение
Видът е разпространен в Гваделупа.